# Eficiência energética
A Eficiência energética é uma atividade que procura melhorar o uso das fontes de energia. A utilização racional de energia, às vezes chamada simplesmente de eficiência energética, consiste em usar de modo eficiente a energia para se obter um determinado resultado. Por definição, a eficiência energética consiste da relação entre a quantidade de energia empregada em uma atividade e aquela disponibilizada para sua realização.
A utilização das energias renováveis como fonte de energia para consumo das necessidades energéticas, quer de climatização, como de aquecimento de águas quentes sanitárias e de piscinas, ou outras, é uma das formas mais eficientes de reduzir o consumo de energias de combustíveis fósseis. A instalação de painéis solares térmicos na cobertura dos edifícios pode representar uma redução de 60% no consumo de energia para aquecimento de águas. Entretanto deve-se considerar que mesmo em fontes limpas, sua eficiência está atrelada a sua taxa de consumo e não à fonte geradora. 
A eficiência energética e as energias renováveis são os "dois pilares" da política energética sustentável.

## Medidas de Eficiência Energética
Os equipamentos em nossas casas, escritórios, nossos carros, a iluminação nas nossas ruas e até as centrais que produzem e distribuem a nossa energia, quer ela seja eletricidade, gás natural ou outra, consomem de alguma forma uma fonte de energia. 
Edifícios energeticamente eficientes, processos industriais e de transporte poderiam reduzir as necessidades energéticas projetadas para o mundo em 2050 por um terço, também é essencial o controle das emissões globais de gases que causam o efeito estufa, de acordo com a Agência Internacional de Energia.
Em relação aos edifícios, é possível promover sua eficiência energética através da adoção de isolamento térmico, de modo a se consumir menos energia para aquecimento e arrefecimento ao mesmo tempo em que se mantém a temperatura confortável; substituir lâmpadas incandescentes por lâmpadas econômicas, utilizar aparelhos desenvolvidos com tecnologia mais eficiente (exemplos: refrigeradores com inverter e economizadores de energia). 
Redes de comunicações sem fio também podem ser empregadas para tornar possível a visualização do uso de energia em cada ponto a fim de melhorar a eficiência do consumo, a exemplo de iniciativas já adotadas no Japão.
São outros exemplos de medidas de poupança de energia que contribuem para uma maior eficiência energética:
- Afinação dos parâmetros de queima dos geradores de calor;
- Isolamento térmico de superfícies quentes;
- Otimização das condições de funcionamento de equipamentos;
- Eliminação das fugas de fluidos quentes;
- Aproveitamento de combustíveis ou fontes de calor residuais;
- Dimensionamento correto das instalações energéticas;
- Eliminação das fugas de ar comprimido;
- Recuperação da energia térmica em compressores de ar;
- Substituição de motores convencionais por motores de alto rendimento;
- Instalação VEVs (Variadores Eletrônicos de Velocidade);
- Alteração da opção tarifária;
- Deslastre de cargas;
- Compensação do fator de potência;
- Otimização e controlo da iluminação;
- Melhor aproveitamento das condições de iluminação natural;
- Implementação de sistemas de gestão de energia;
- Instalação de sistemas de cogeração.

## Conceito NZEB

### Impacto na arquitectura[2]
O conceito NZEB (Nearly Zero Energy Building) surgiu com intuito de promover a eficiência energética no sector dos edifícios através da adoção de técnicas que possibilitem que os edifícios consigam ter um desempenho energético muito elevado. Tais técnicas podem ser aplicadas em edifícios novos ou já existentes. O projeto SouthZEB tenta aplicar os princípios NZEB e tem esse nome porque os módulos de formação são orientados para profissionais específicos de países do Sul da Europa. 
O principal objetivo com essa ação é de obedecer aos planos e metas concretas da diretiva Europeia do Desempenho Energético dos Edifícios (EPBD), que obriga os Estados-membros da União Europeia a que todos os novos edifícios tenham necessidades quase nulas de energia a partir de 2018-2020. 

## No Brasil
O Brasil, enquanto país em desenvolvimento, tem uma grande demanda reprimida de energia. No entanto, os índices nacionais de perda e desperdício de eletricidade também são altos. O total desperdiçado, segundo o Programa Nacional de Conservação de Energia Elétrica (Procel), chega a 40 milhões de kW, ou a US$ 2,8 bilhões, por ano. Os consumidores (indústrias, residências e comércio) desperdiçam 22 milhões de kW; as concessionárias de energia, por sua vez, com perdas técnicas e problemas na distribuição, são responsáveis pelos 18 milhões de kW restantes. 
Portanto qualquer política energética deve estimular a eficiência e o combate ao desperdício por meio de instrumentos de regulação, como a especificação de códigos com consumo máximo de energia em construções ou padrão de desempenho e melhorias em equipamentos para garantir a incorporação de novas tecnologias, mais eficientes, pelos fabricantes.

## Na União Europeia
A União Europeia (UE) assume cada vez mais a redução do consumo de energia e a eliminação do desperdício energético como uma questão determinante para a sua política energética. Em 2007, os países membros da UE assumiram um objectivo para 2020: reduzir o consumo médio anual de energia em 20%. Portugal estabelece como objectivo uma redução de energia primária de 25%.
O Conselho Europeu de 20 e 21 de março de 2014 salientou a eficácia da eficiência energética na redução dos custos de energia e da dependência energética. A UE estabeleceu normas e regras mínimas em matéria de eficiência energética aplicáveis à rotulagem e à concepção ecológica dos produtos, serviços e infraestruturas. Estas medidas visam melhorar a eficiência em todas as fases da cadeia da energia, desde o aprovisionamento energético à utilização de energia por parte dos consumidores. Com a nova Diretiva (UE) 2024/1275 do Parlamento Europeu e do Conselho, relativa ao desempenho energético dos edifícios, publicada em 24 de abril de 2024, as regras para emissão do certificado de eficiência energética mudaram, impondo requisitos mais rigorosos e introduzindo um novo formato harmonizado a nível europeu.

## Em Portugal
Com vista a cumprir os objetivos definidos pela UE e tendo em conta o Plano Nacional de Ação para a Eficiência Energética (PNAEE), estão em vigor os seguintes programas de apoio à eficiência energética:
- Fundo de Eficiência Energética;
- Plano de Promoção da Eficiência no Consumo de Energia Elétrica;
- Fundo de Apoio à Inovação;
- Fundos do Quadro de Referência Estratégia Nacional;
- Programas como o IFRU, Casa Eficiente 2020 e FEE são novos financiamentos para se promover a eficiência energética.[8]

## Normas Internacionais
Em 2005, a partir de discussões de diversos países sobre gestão de energia, nasceu um interesse na melhoria do desempenho energético. Em 2007, foi demonstrada a necessidade da criação de um comitê internacional para obter uma norma internacional deste tema.[carece de fontes?] Assim em 2011, nasceu a primeira norma da série ISO 50000, chamada então de ISO 50001.